# Aharon Becker
Aharon Becker (hebrejsky: אהרן בקר, žil 21. prosince 1905 – 24. prosince 1995) byl izraelský politik a poslanec Knesetu za strany Mapaj, Ma'arach, Izraelská strana práce a opět Ma'arach.

## Biografie
Narodil se ve městě Kobryn v tehdejší Ruské říši (pak Polsko, dnes Bělorusko). Vystudoval židovskou základní školu a ruskojazyčné gymnázium. Studoval účetnictví na místní polské obchodní škole. V roce 1925 přesídlil do dnešního Izraele, kde pracoval jako zemědělský dělník v Petach Tikva a ve stavebnictví.

## Politická dráha
Patří mezi zakladatele sionistické organizace Bnej Cijon. Zapojil se do místní organizace hnutí Ce'irej Cijon až do jeho zrušení bolševickými úřady v roce 1920. Kobryn pak připadl Polsku a Aharon Becker se zde zapojil do hnutí he-Chaluc ha-ca'ir. Po přesídlení do dnešního Izraele se angažoval v hnutí Achdut ha-Avoda. Byl jedním ze zakladatelů Hebrejské sionistické mládeže v roce 1926 a tajemníkem tohoto hnutí až do konce roku 1927. V letech 1928–1932 byl členem zaměstnanecké rady v Ramat Ganu, pak v letech 1932–1943 v Tel Avivu. V roce 1948 byl vyslán do USA s cílem nákupu zbraní pro izraelskou armádu a v letech 1948–1949 působil jako ředitel odboru nákupu při ministerstvu obrany. V letech 1949–1960 byl členem ústředního výboru odborové centrály Histadrut a ředitelem jejího odborového oddělení. V letech 1961–1969 pak byl tajemníkem Histadrutu. V roce 1974 byl předsedou ústřední výboru zdravotní pojišťovny Kupat cholim.
V izraelském parlamentu zasedl poprvé po volbách v roce 1955, do nichž šel za Mapaj. Byl členem výboru práce a výboru finančního. Na mandát rezignoval v říjnu 1956. Opětovně byl na kandidátce Mapaj zvolen ve volbách v roce 1959. Stal se opět členem výboru práce a výboru finančního, ale na mandát poslance rezignoval v květnu 1960. Ve volbách v roce 1961 byl zvolen za Mapaj. Ve volbách v roce 1965 už kandidoval za formaci Ma'arach. V průběhu funkčního období ovšem dočasně přešel do poslaneckého klubu Izraelské strany práce, aby se nakonec vrátil do Ma'arach. Za ni získal poslanecký mandát i ve volbách v roce 1969. Pracoval jako člen výboru práce, výboru finančního a výboru pro zahraniční záležitosti a obranu.